# 高双成
高双城（1882年—1945年1月），字立卿，陕西渭南人。国民革命军陆军中将。历任第八十六师第二五六旅旅长、第八十六师师长、第二十二军军长兼晋陕绥边区副司令兼陕北警备司令。

## 生平
1936年1月30日陕北军阀井秀岳手枪走火死亡，高双城继任第八十六师师长、陕北镇守使。1937年中共中央派周小舟赴榆林会面，双方达成联合抗日的协定。高双成派参议刘绍庭设立延安办事处。
抗战爆发后，第86师扩编为第二十二军。